# Banksia ilicifolia
Banksia ilicifolia är en tvåhjärtbladig växtart som beskrevs av Robert Brown. Banksia ilicifolia ingår i släktet Banksia och familjen Proteaceae. Inga underarter finns listade i Catalogue of Life.